# ツツガムシ病
ツツガムシ病（ツツガムシびょう、恙虫病）は、ツツガムシリケッチア(Orientia tsutsugamushi) への感染によって引き起こされる人獣共通感染症の1つ。病原体を保有するツツガムシ（ダニ目ツツガムシ科のダニ）によって媒介される。感染症法の4類感染症に指定されている。

## 概要
日本紅斑熱と症状が酷似している。「古典型」と「新型」の2型に分類され、かつての日本では古典型ツツガムシ病は東北・北陸地方（新潟県、山形県、秋田県など）の河川の下流域で夏季に発生する風土病であった。伊豆七島の「七島熱」、房総半島の「二十日熱」、高知の「ほっぱん」などの原因不明の風土病は、タテツツガムシやフトゲツツガムシの媒介する一種のツツガムシ病であることがわかっている。1945年以降新型ツツガムシ病の出現により北海道を除く地域、特に関東、東北、南九州から多く患者が報告されている。また、沖縄県では2008年に患者が報告され、離島を含め全国的に発生が報告されている。
日本国外では、南アジア、東南アジア、オーストラリア北部、朝鮮半島、カムチャッカ半島など広く存在する。
ツツガムシの幼虫は0.2ミリほどの大きさで、肉眼で確認することが難しく、アカツツガムシ以外に吸着された場合には、ほとんど痛みや痒みを感じない。刺された覚えのない発病者も多く、症状の初期はインフルエンザ様を示すこともあり、医師がリケッチア感染症を疑い、早期に確定診断することが重要になる。「薮チフス」とも呼ばれるが、病原菌は腸チフスやパラチフスを含むサルモネラ属ではなく、発疹チフスを含むリケッチア科に含まれる。

## 分類
媒介するツツガムシの種により「古典型」と「新型」に分類されている。2つの型で発生時期が違うのは、それぞれの活動時期の違いによる。

### 古典型ツツガムシ病
アカツツガムシ（Leptotrombidium akamusi）に吸着されて発症し、古くは山形県・秋田県・新潟県などの地域で夏季に河川敷（信濃川・阿賀野川・最上川・雄物川等）で感染する風土病で、死に至る病として恐れられていた。春から夏に多い。

### 新型ツツガムシ病
タテツツガムシ（L.scutellare）やフトゲツツガムシ（L.pallidum）などに吸着されて発症する。秋から初冬に発生が見られる。
1948年（昭和23年）、富士山麓で演習中のアメリカ軍兵士が熱病に倒れ、診察の結果、タテツツガムシ媒介によるツツガムシ病であることがわかった。この一件をきっかけにアカツツガムシ以外のツツガムシが媒介して発症するものが新型ツツガムシ病（非アカツツガムシ媒介性ツツガムシ病）として注目されるようになり、横浜市や房総半島、東京都伊豆七島、四国地方などで原因不明とされていた熱病がこのタイプに該当することが判明した。新型ツツガムシ病は北海道を除く全国で発生が確認されるが、関東、東北、南九州からの報告が多い。

## 媒介者
ツツガムシは日本だけで80種類以上が生息しているが、リケッチアを保有し、かつヒトに吸着する性質を有するものはそのうち数種類である。
ツツガムシは土壌昆虫の卵などを捕食する捕食性のダニであり、動物に吸着することはないが、卵から孵化した直後の第1期の幼生である幼虫のみが、生涯で1度だけネズミなどの温血動物の皮膚に吸着し、組織液や崩壊組織などを摂取する（血液は吸わない）。このときリケッチアを保有する幼虫に吸着されることで温血動物がリケッチアに感染する。
動物の接近は二酸化炭素によって検知し、吸着時間は1日から2日で、ツツガムシから動物への菌の移行にはおよそ6時間以上が必要である。菌を持たないダニ（無毒ダニ）が感染動物に吸着しても菌を獲得できず、有毒ダニにならない。
なお、ツツガムシに吸着されたネズミを介してヒトがツツガムシ病になるというのは誤りである。また、ヒトからヒトへの感染はない。

## 臨床所見

### 症状
刺し口は有毒ツツガムシが吸着してから2-3日目に周囲に赤みのある小さな水疱として現れ、膿疱状に変化した後、10日目頃に周囲が赤く盛り上がった黒色の痂皮になる。その後は窪んだ潰瘍に転じ、1-2か月ほどで皮膚に覆われて治る。刺し口に痛みや痒みを覚えることはあまりないため、発熱等ツツガムシ病が疑われる症状が出た後、診察時に刺し口が発見されることが多い。刺し口は、陰部・内股・脇の下・下腹部・小児の頭皮など、皮膚の柔らかい箇所に現れる。
発病時の症状はインフルエンザや腎盂炎などと似ており、ツツガムシに刺されてから5-14日の潜伏期を経て、全身の倦怠感、食欲不振、強い頭痛に見舞われ、38-40度の高熱が続く。2日目ころから体幹部を中心とした全身に、2-5mmの大きさの紅斑・丘疹状の発疹が出現し、5日目ころに消退する。また、刺し口の近くに局所的なリンパ節の腫れが見られ、押すと痛む。低ナトリウム血症、筋肉痛、目の充血が見られることもある。
早期に診断がつき適切な治療が行われれば速やかに治癒するが、治療が適切でない場合は症状が長引く。ツツガムシ病における死亡例のほとんどは、ツツガムシ病と診断されないまま播種性血管内凝固症候群となった患者である。

### 検査
臨床検査では、以下のような傾向が見られる。ただし、臨床検査所見だけを根拠にツツガムシ病と診断されることはない。
- 白血球の減少傾向[20]
- 好中球の比較的増多と左方核移動[20]
- 好酸球の消失[20]
- 異型リンパ球の出現[20]
- CRP強陽性[20]
- 尿蛋白陽性[20]
- ウロビリノーゲン陽性[20]
- 肝機能の異常（GOT・GPT・LDH上昇）[20]
- 血小板の減少[20]

### 診断
診断のポイントは、刺し口とツツガムシに対する血清抗体の測定である。ただし、刺し口は腹部・背部に多く発見しにくい。検査所見は日本紅斑熱のものと類似するため、鑑別が必要。特徴的な紅斑発疹が現れない例では確定診断が遅れ重症化する場合もある。
ツツガムシ病が疑われる症状や発症の経緯があり、さらに刺し口が見つかれば9割以上の確率でツツガムシ病であるとされるが、最終的な確定診断は血清診断をもとに行われる。間接蛍光抗体法(IFA)または間接免疫ペルオキシダーゼ(IPA)という方法を使って測定が可能である。標準型Kato型・Karp型・Gilliam型は保険適応だが、Kuroki型・kawasaki型は保険が効かず研究機関等でしか行えない。標準型だけの検査では感染を診断できない例が有るため、新型も含めた検査が必要と考える意見もある。

### 血清型
ツツガムシリケッチアには血清型が存在し、主に6種類の血清型(Gilliam,Karp,Kato,Kawasaki,Kuroki,Shimokoshi) に分類される。そのうち Kato、Karp、Gilliamの3種類は標準型と呼ばれ、Kuroki、kawasaki、Shimokoshiは新しい型である。一般的な商業的検査機関の検査では、標準型Kato、Karp、Gilliam 3種類の検査が行われる。
- Kato型は、東北地方に分布するアカツツガムシが媒介する。古典型ツツガムシである。
- Karp型・Gilliam型は、概ね東北から九州北部までに分布する。フトゲツツガムシが媒介する。新型ツツガムシである。
- Kuroki、kawasaki型は、九州に多く関東にも分布する。タテツツガムシが媒介する。新型ツツガムシである。
- Gilliam型は、台湾系の型で2008年に沖縄県（宮古島内）で日本国内では初の感染例が報告された[6]。

### 治療
テトラサイクリン系の抗菌薬が第一選択である他、クロラムフェニコールも使用される。有効な薬が適切な方法で投与されれば2日ほどで解熱し快方へ向かう一方、早期に十分量・必要期間服用しないと、悪化するケースがある。リケッチアの生物学的特性のため（細胞壁がペプチドグリカンを持たない）、ペニシリンをはじめとするβ-ラクタム系抗生物質は無効である。
β-ラクタム系抗生物質の投与が功を奏しない熱性発疹症についてはツツガムシ病を疑い、テトラサイクリン系の抗菌薬による治療を開始することが望ましいとされる。ただし、テトラサイクリン系の薬を投与してから3日目の時点で解熱など病状に改善が見られない場合、ツツガムシ病ではない可能性が高まる。

### 予防
予防ワクチンのないツツガムシ病には、ツツガムシに刺されないための以下のような予防法がある。
1. 汚染地域に発生時期に入らない。
2. 長袖・長ズボン・長靴・手袋を着用し、肌の露出を減らす。
3. 皮膚の露出部位には、防虫剤を塗布する。
4. 脱いだ上着やタオルは、不用意に地面や草の上に置かない。
5. 草の上に座ったり、寝転んだりしない。
6. 帰宅後は入浴し、脱いだ衣類はすぐに洗濯する。

誤った方法として、「アルコールや除光液を塗る」、「ライター、マッチの火を近づける」などの方法が言われているが、効果はない。症状の原因となるダニの体液を傷口周辺に広げることになる。
ただしこうした予防策は非効率であり、早期診断、早期治療の効果に及ばないとされる。

## 日本における歴史
日本では、新潟県信濃川および阿賀野川流域、秋田県雄物川流域、山形県最上川流域などの河川敷でアカツツガムシに刺されたことによるツツガムシ病が多く見られ、1800年代初期の文献には「ケダニ」、「恙ノ虫」による病気であるとする記述がみられる。こうした地域では住民が「ケダニ神社」、「ケダニ地蔵」、「ケダニのお堂コ」を建立し、無病息災を祈った。明治時代に秋田県や新潟県で年間数百人の患者が確認された後、感染者数は減少に転じた。

### 東北地方
東北地方では前述のように、秋田県雄物川流域や山形県最上川流域でツツガムシ病が多く見られる。最上川の上流および中流域では「ぼやまい」、「むらさきはしか」、「新開病」と呼ばれていたが、大正時代に秋田県の医師田中敬助によってツツガムシ病と確認されるまで腸チフスの一種と考えられていた。宮城県や青森県では長らくツツガムシ病は存在しないとされていたが、昭和50年代になって発生が確認された。

### 関東地方
東京都では、伊豆七島で1951年（昭和26年）に発生が確認された。昭和50年代以降は本州での発生が確認されるようになった。ほとんどは東京以外の地域で感染したと考えられているが、中には都内での感染が確実視されているケースもある。千葉県では昭和20年代後半に、房総半島南部で「二十日熱」と呼ばれる熱病がツツガムシ病であることが確認された。神奈川県では1949年（昭和24年）に横浜市内でツツガムシ病が発生して「鶴見型ツツガムシ病」と呼ばれた。昭和30年代には神奈川県衛生研究所が県西部山岳地帯から湯河原にかけて有毒ツツガムシの棲息を確認した。茨城県、栃木県、群馬県、埼玉県では昭和50年代に発生が確認されている。

### 北陸地方
新潟県南魚沼地方では、江戸時代から発病が見られていたが、18世紀から19世紀にかけて発生する地域が拡大した。この地域では赤虫と呼ばれるツツガムシに刺されて発病することが知られていたため、赤虫除けの加持祈祷が盛んに行われた。赤虫大明神を祀る石柱、石塔も現代まで伝わる。中越地方では信濃川流域を中心に島虫と呼ばれ、島虫神祠が今も残る。1906年には、愛知医学専門学校の林直助が黒津村（現長岡市黒津町）の願敬寺に研究所を置き、ツツガムシが野ねずみの耳に寄生することを発見した。1912年の発生期（7月から9月）には、浦佐村にツツガムシ病の研究所が開設され、新潟医学専門学校（新潟大学の前身）、東京医科大学のスタッフが風土病対策として研究に携わった。昭和初期までには各集落ごとに「赤虫医者」と呼ばれる者がおり、刺し口を見つけてはツツガムシを針で掘り出す、切り取るなどの民間療法による処置をしていたという。
福井県では1955年（昭和30年）に行われたリケッチア棲息調査の結果、有毒ダニの生息が確認され、昭和50年代に入り患者の発生が確認された。富山県でも昭和50年代に発生が確認されている。石川県では昭和50年代に初めてツツガムシ病の届出がされた。

### 中部地方
静岡県では、1934年（昭和9年）に富士山麓の演習地で大日本帝国陸軍兵士がツツガムシ病を発病した記録がある。その後1948年（昭和23年）に同じく富士山麓の演習地でアメリカ軍兵士の発病が確認され、これは前述のように新型ツツガムシ病研究が進むきっかけとなった。長野県では昭和20年代に、岐阜県と愛知県では昭和50年代に発生が確認されている。

### 近畿地方
大阪府および三重県では昭和30年代に、兵庫県では昭和50年代に初めてツツガムシ病の届出があった。京都府では昭和50年代に患者が確認されている。和歌山県では1986年（昭和61年）に大阪府で感染した事例について届け出られた後、1989年（平成元年）になって患者が確認された。

### 中国地方
島根県、鳥取県、および山口県では、昭和30年代に発生の記録が残されている。その後、島根県では1985年（昭和60年）以降、血清診断による患者の確認が続いた。岡山県では1986年（昭和61年）に初めて患者が確認された。

### 四国地方
高知県では古くから発斑熱と呼ばれる発疹を伴う熱病が存在していたが、1945年（昭和20年）になってこの疾患がトサツツガムシと呼ばれるツツガムシが媒介するツツガムシ病であることが判明し、四国型ツツガムシ病と呼ばれている。徳島県では1989年（平成元年）に患者が確認されたほか、昭和50年代後半にツツガムシ病と同じく高熱と発疹を伴うリケッチア感染症である日本紅斑熱が発見されている。

### 九州地方
鹿児島県では古くから大隅熱と呼ばれる発疹を伴う熱病があったが、1980年（昭和55年）になってこの熱病がツツガムシ病であることが判明し、以降患者の発生が相次いで報告されるようになった。鹿児島県における患者数は九州地方の他県と比べて非常に多い。宮崎県では昭和30年代に初めてツツガムシ病の症例が報告され、鹿児島県の大隅熱がツツガムシ病と判明するまでは九州地方唯一の発生地と考えられていた。長崎県では昭和50年代に本州および平戸島で患者が確認された。五島列島でも昭和50年代に発生が確認され、調査の結果五島列島には四国型ツツガムシ病を媒介するトサツツジムシが棲息しており、島民の多くがツツガムシ病の抗体を保有していることが明らかとなった。
大分県では昭和40年代に、熊本県と佐賀県では昭和50年代に初めて患者の届け出があった。福岡県では昭和50年代以降の調査によりツツガムシの棲息を確認していたが、1986年（昭和61年）になって初めて患者の発生が確認された。

## ツツガムシと俗説
手紙の冒頭などで常套句として使われたり、唱歌『故郷』の一節にある「つつがなし」とは、「ツツガムシがいない」という意味から来ているとする説があるが誤りである。もともと「恙」（つつが）は病のことであり、その用例は9世紀にはあったことがわかっている。「恙虫」（つつがむし）も病気を引き起こす虫を意味するが、それが判明したのは19世紀のことであり虫の名前が「つつがなし」の語源になったということはない。

## 映画
1953年に昭和天皇が『つつが虫』と題した科学映画を御覧になった記録が残るが、映画の制作者等は不明。1988年頃に日本感染症学会、感染症シリーズ映画製作委員会が企画した『つつが虫病 感染症シリーズ1』が製作されている。